# Черниенко, Георгий Георгиевич
Георгий Георгиевич Черниенко (1907—1982) — советский лётчик минно-торпедной авиации ВВС ВМФ в годы Великой Отечественной войны, Герой Советского Союза (24.07.1943). Полковник (3.07.1951). 

## Биография
Родился 25 декабря 1907 года в городе Тирасполе (с 1990 года — административный центр непризнанной Приднестровской Молдавской Республики) в семье рабочего. Украинец.
Окончив школу-семилетку, пошёл работать с отцом на кирпичный завод. Одновременно учился на рабфаке. В 1927 году уехал в Донбасс, где работал на шахтах.
Был призван на срочную службу в Красную Армию в ноябре 1929 года. Служил в 121-м зенитном артиллерийском полку ПВО Черноморского флота, в феврале 1931 года по личному желанию направлен учиться в авиационную школу. Член ВКП(б) с 1930 года. 
В 1932 году окончил 1-ю военную школу пилотов имени Мясникова (Кача). С февраля 1932 года служил военным пилотом 52-й авиационной эскадрильи в Белорусском военном округе. В июле 1933 года назначен инструктором-пилотом в Военно-морское авиационное училище имени Сталина. С ноября 1939 года — командир звена 2-го минно-торпедного авиационного полка ВВС Черноморского флота, в апреле 1941 года повышен в должности до заместителя командира эскадрильи. 
В боях Великой Отечественной войны с июня 1941 года. Уже в ночь на 23 июня звено капитана Черниенко нанесло первый удар по румынскому порту Констанца, затем он летал на бомбардировку объектов Бухареста, Плоешти, Сулины. Лётчики поднимались в небо по 2-4 раза в сутки, нанося бомбовые удары по вражеским колонам, переправам.
Как один из лучших лётчиков полка внёс большой вклад в то, что приказом Народного комиссара ВМФ СССР № 73 от 3 апреля 1942 года 2-й минно-торпедный авиационный полк был удостоен гвардейского наименования и преобразован в 5-й гвардейский минно-торпедный авиационный полк ВМФ. В мае 1942 года был назначен командиром эскадрильи, летал на самолёте ДБ-3Ф (Ил-4). К ноябрю 1942 года эскадрилья под его командованием произвела 487 боевых вылетов, в которых было уничтожено 4 корабля противника, 6 складов с боеприпасами. Не прерывая боевой работы, одновременно лётчики эскадрильи переучивали лётный состав самолётов МБР-2. Сам капитан Черниенко к тому времени произвел 115 боевых вылетов, из них 74 в 1942 году.
Действуя с аэродромов на территории Крымского полуострова, эскадрилья Черниенко участвовала в обороне Одессы, в оборонительных боях на Перекопе в августе-октябре 1941 года, обороне Севастополя, торпедировала корабли противника на коммуникациях в Чёрном море, ставила мины, сопровождала корабли, совершала полёты к крымским партизанам. В последний день обороны Севастополя экипаж Черниенко сопровождал транспорт с защитниками города, сбил вражеский бомбардировщик. Затем много месяцев участвовал в битве за Кавказ. 
Командир эскадрильи 5-го гвардейского минно-торпедного авиационного полка (1-я минно-торпедная авиационная дивизия ВВС Черноморского флота) гвардии майор Георгий Черниенко к июню 1943 года совершил 152 успешных боевых вылета, в том числе 84 в ночное время. В воздушных боях его экипаж сбил 2 самолёта. Его эскадрилья к тому времени выполнила 1246 боевых вылетов, уничтожила или повредила 6 торпедных катеров, 3 самоходные баржи, 7 складов с боеприпасами, 4 железнодорожных узла, 35 самолётов на аэродромах противника, 39 танков, 6 артиллерийских батарей, 2 переправы, много иного вооружения и техники, более 2800 солдат и офицеров противника.
Указом Президиума Верховного Совета СССР от 24 июля 1943 года «за образцовое выполнение боевых заданий Командования на фронте борьбы с немецкими захватчиками и проявленные при этом отвагу и геройство» гвардии майору Черниенко Георгию Георгиевичу присвоено звание Героя Советского Союза с вручением ордена Ленина и медали «Золотая Звезда» (№ 1048)
В октябре 1943 года был назначен инспектором-лётчиком по технике пилотирования 1-й минно-торпедной авиационной дивизии ВВС Черноморского флота. С февраля 1944 года – старший инспектор-лётчик Военно-воздушных сил Черноморского флота. В феврале 1945 года его направили на учёбу. Всего за время боевых действий произвел 189 боевых вылетов, из них 107 – ночью.
После войны продолжал службу в ВМФ СССР. В июле 1945 года окончил Высшие офицерские курсы ВВС ВМФ в Моздоке и вновь служил инспектором-лётчиком старшим в лётной инспекции Управления ВВС Черноморского флота. С марта 1947 по декабрь 1950 года командовал эскадрильей штурманского летного центра авиации Военно-морских сил, а затем штурманско-летного центра Высших офицерских летно-тактических курсов авиации ВМС. 
С декабря 1950 года служил лётчиком-испытателем: командир эскадрильи авиационного полка лётных испытаний Лётной испытательной станции института № 15 ВМС, с апреля 1951 — командир эскадрильи и лётчик-испытатель авиаполка лётных испытаний Лётной станции авиации ВМС, с сентября 1952 — лётчик-испытатель 986-го отдельного авиаполка авиации ВМС. С ноября 1955 года полковник Черниенко Г. Г. — в запасе по болезни.
Жил в городе Одессе, где умер 17 февраля 1982 года. Похоронен на Ново-Городском (Таировском) кладбище.

## Награды
- Герой Советского Союза (24.07.1943)
- Два ордена Ленина (24.07.1943, 5.11.1954)
- Три ордена Красного Знамени (29.01.1942, 22.05.1943, 15.11.1950)
- Орден Нахимова 2-й степени (29.03.1946)
- Орден Красной Звезды (30.04.1945)
- Медаль «За боевые заслуги» (3.11.1944)
- Медаль «За оборону Одессы» (1943)
- Медаль «За оборону Севастополя» (1943)
- Медаль «За оборону Кавказа» (1945)
- Ряд других медалей СССР

## Память
- Имя Героя выбито на памятнике защитникам Севастополя 1941-1942 годов.
- Имя Героя выбито на мемориальном комплексе «Вечность» в Кишинёве.
- Бюст Героя установлен на Аллее Героев в поселке Вольное Джанкойского района в Крыму.
- На здании Дома офицеров в Тирасполе открыт памятный мемориальный знак Героям Советского Союза – приднестровцам, на котором также выбито имя Г. Г. Черниенко.
- Мемориальная доска в его честь установлена на здании гимназии в Тирасполе (ранее в нём находилась школа, которую окончил Г. Г. Черниенко).
- В Тирасполе установлена мемориальная доска «Тираспольчане – Герои Советского Союза», где в числе Героев значится имя Г. Г. Черниенко.